# 彼得·弗尔切克
彼得·弗尔切克（捷克語：Petr Vlček，1973年10月18日—），捷克男子足球运动员，司职后卫。他曾代表捷克参加1997年国际足联联合会杯和2000年欧洲足球锦标赛，其中1997年联合会杯获得季军。